# Женская сборная Румынии по волейболу
Женская национальная сборная Румынии по волейболу (рум. Naţionalei României de volei feminin) — представляет Румынию на международных соревнованиях по волейболу. Управляющей организацией выступает Румынская федерация волейбола (Federaţia Română de Volei — FRV).

## История
Волейбол появился в Румынии в 1919 году в Бухаресте. В 1931 прошёл первый чемпионат страны среди мужских, а в 1934 — и среди женских команд. Румынская федерация баскетбола и волейбола образована в 1931 году. В 1947 она была среди учредителей ФИВБ. В 1948 создана независимая Румынская федерация волейбола.
С 21 по 23 сентября 1946 года Румыния приняла первый Балканский чемпионат по волейболу, в котором приняли участие 4 мужские и 3 женские национальных сборные стран Балканского полуострова. В соревнованиях женщин победу одержали волейболистки Румынии, победившие команды Болгарии и Югославии.
В официальных международных соревнованиях ФИВБ женская сборная Румынии дебютировала сентябре 1949 года на первом чемпионате Европы. В стартовом туре 10 сентября румынские волейболистки победили сборную Венгрии со счётом 3:1. После этого Румыния одержала ещё две победы над Нидерландами и Францией и трижды проиграла командам Польши, СССР и Чехословакии, заняв итоговое 4-е место.
Через три года сборная Румынии была среди участников первого женского чемпионата мира, проходившего в Москве, и стала 5-й. На следующем мировом первенстве 1956 года румынские волейболистки выиграли свои первые медали в соревнованиях под эгидой ФИВБ, став серебряными призёрами турнира. В ходе того чемпионата румынки одержали 8 побед и один раз уступили сборной СССР в упорнейшей борьбе со счётом 2:3, причём после двух сыгранных партий команда Румынии вела 2:0.
В 1950-е—1970-е годы женская сборная Румынии являлась одной из сильнейших национальных команд мира. В 1963 она выиграла бронзовые медали на домашнем чемпионате Европы, в 1964 дебютировала на Олимпиаде в Токио, заняв 4-е место при двух победах и трёх поражениях, а в 1962 и 1974 становилась 5-й на мировых первенствах.
Со второй половины 1970-х результаты сборной Румынии пошли на спад. С тех пор команда ни разу не занимала высоких мест в официальных международных соревнованиях ФИВБ и ЕКВ. В олимпийских волейбольных турнирах румынки последний раз принимали участие в 1980 году в Москве, где стали последними (восьмыми). На чемпионатах мира после 1974 года сборная Румынии участвовала лишь дважды (в 1994 и 2002), но оба раза выбывала из борьбы уже после первого группового раунда. На чемпионатах Европы лучшим достижением румынских волейболисток за последние 38 лет было 4-е место, занятое ими в 1989 году.
В декабре 2013 года в преддверии решающего раунда квалификации чемпионата мира 2014 руководством румынского волейбола принято решение об отставке с поста главного тренера национальной команды страны Марина Константина, под руководством которого сборная Румынии не преодолела отбор на чемпионат Европы 2013 и не смогла выиграть медали Евролиги-2013. Новым наставником сборной назначен аргентинский специалист Гильермо Гальярдо. Тем не менее попасть на чемпионат мира румынской национальной команде это не помогло. В решающем матче квалификации румынки проиграли сборной Турции на её поле со счётом 0:3.
2015 год также не принёс сборной Румынии успехов. И на первых Европейских играх и на чемпионате Европе румынские волейболистки выбывали из борьбы за высокие места уже после группового раунда.
В 2016 году пост главного тренера сборной занял итальянец Давиде-Алессандро Дельмати. Главным турниром сезона для национальной команды Румынии стала квалификация Евро-2017. В своей отборочной группе румынки заняли 2-е место и не смогли напрямую отобраться на чемпионат. В последовавших затем стыковых матчах против сборной Венгрии румынские волейболистки сначала на своём поле обыграли своих соперниц со счётом 3:0, а затем на выезде потерпели поражение 1:3. «Золотой» сет принёс успех венгеркам 15:13 и именно они получили путёвку на европейское первенство. После этой неудачи Дельмати ушёл в отставку, а пост главного тренера сборной заняла его ассистент Мэдэлина Анджелеску. Под её руководством национальная команда не смогла преодолеть квалификацию чемпионата мира 2018, уступив в своей группе сборным Турции и Болгарии.    

## Результаты выступлений и составы

### Олимпийские игры
| - 1964 — 4-е место - 1968 — не участвовала - 1972 — не квалифицировалась - 1976 — не квалифицировалась - 1980 — 8-е место - 1984 — не квалифицировалась - 1988 — не квалифицировалась - 1992 — не квалифицировалась | - 1996 — не квалифицировалась - 2000 — не квалифицировалась - 2004 — не участвовала - 2008 — не квалифицировалась - 2012 — не квалифицировалась - 2016 — не участвовала - 2020 — не участвовала - 2024 — не участвовала |

- 1964: Ана Мокану, Корнелия Лазяну, Наталия Тодоровски, Дойна Ивэнеску, Дойна Попеску, Соня Колчериу, Лия Ваня, Александрина Кезан, Иляна Энкулеску, Элизабета Голосие.
- 1980: Виктория Банчу, Габриэла Коман, Иляна Добровски, Юлиана Энеску, Корина Джорджеску, Виктория Джорджеску, Мариана Ионеску, Ирина Петкулец, Елена Пирон, Йоана Литяну, Корина Кривэц, Дойна Сэвою.

### Чемпионаты мира
| - 1952 — 5-е место - 1956 — 2-е место - 1960 — не участвовала - 1962 — 5-е место - 1967 — не участвовала - 1970 — 7-е место - 1974 — 5-е место - 1978 — отказ от участия - 1982 — не квалифицировалась - 1986 — не квалифицировалась | - 1990 — не квалифицировалась - 1994 — 13—16-е место - 1998 — не квалифицировалась - 2002 — 13—16-е место - 2006 — не квалифицировалась - 2010 — не квалифицировалась - 2014 — не квалифицировалась - 2018 — не квалифицировалась - 2022 — не квалифицировалась - 2025 — не квалифицировалась |

- 1952: Татьяна Авакум, Родика Герасим, Дойна Корбяну, Констанца Марку, Магда Никулеску, Флоренца Питковичи, Тинела Плешояну, Алиса Сабо, Родика Сэдяну, Мариана Трандафиреску (к), Адриана Хонет.
- 1956: Наталия Чернат, Соня Колчериу, Дойна Ивэнеску, Корнелия Морару, Тинела Плешояну, Елена Рэзванцэ, Родица Садовяну, Ана Сусан, Флорина Теодореску, Корнелия Тимошану, Верона Зама.
- 1994: Корнелия Колда, Отилия Посарица, Ксения Иванов, Алида Чорояну, Мирела Божеску, Михаэла Формаджу, Клаудия Мурариу, Ленуца Трика, Алина Праля, Кристина Пырв, Йоана Мурешан, Руксандра Димитреску. Тренер — Костинел Стан.
- 2002: Кармен Цурля, Елена Бутнару, Луминица Тромбиташ, Кармен Маркович, Андреа Константинеску, Мирела Коржутану, Кристина Пырв, Мария Киворкян, Анка Попеску, Алина Альбу, Флорентина Неделчу, Николета Толистяну. Тренер — Костинел Стан.

### Гран-при
В розыгрышах Гран-при 1993—2004, 2007—2017 сборная Румынии не участвовала.
- 2005 — не квалифицировалась
- 2006 — не квалифицировалась

### Чемпионаты Европы
| - 1949 — 4-е место - 1950 — 5-е место - 1951 — не участвовала - 1955 — 4-е место - 1958 — 4-е место - 1963 — 3-е место - 1967 — 9-е место - 1971 — 7-е место - 1975 — 7-е место - 1977 — 6-е место - 1979 — 5-е место - 1981 — 7-е место - 1983 — 6-е место - 1985 — 11-е место - 1987 — 8-е место - 1989 — 4-е место - 1991 — 6-е место | - 1993 — 9—10-е место - 1995 — не квалифицировалась - 1997 — 9—10-е место - 1999 — 6-е место - 2001 — 7-е место - 2003 — 8-е место - 2005 — 9—10-е место - 2007 — не квалифицировалась - 2009 — не квалифицировалась - 2011 — 9—12-е место - 2013 — не квалифицировалась - 2015 — 13—16-е место - 2017 — не квалифицировалась - 2019 — 9—16-е место - 2021 — 21—24-е место - 2023 — 9—16-е место - 2026 — |

- 1949: Мари-Жана Думитреску, Магда Никулеску, Николле Нистор, Тинела Плешояну, Мария Прунку, Родика Сэдяну, Наталия Тодоровски, Мариана Трандафиреску-Бунеску, Марчела Чернат.
- 1950: Мариана Бунеску, Марчела Бэрбой, Марчела Думитреску, Тинела Зота, Жана Никулеску, Магда Никулеску, Николле Нистор, Мария Прунку, Родика Сэдяну, Наталия Чернат.
- 1955: Татьяна Авакум, Соня Колчериу, Дойна Корбяну, Тинела Плешояну, Флорина Поповичи, Родика Сэдяну (к), Корнелия Тимошану, Адриана Хонет, Наталия Чернат.
- 1963: Александрина Константинеску, Соня Колчериу, Иляна Энкулеску-Дулэу, Элизабета Голосие, Дойна Ивэнеску, Виорика Мирион, Ана Мокану, Корнелия Предуля, Дойна Винцан, Наталия Тодоровски, Лия Ваня, Елена Вердеш. Тренеры — Николае Мурафа, Георге Бодеску, Йон Такачи.
- 2001: Кармен Цурля, Елена Бутнару, Луминица Тромбиташ, Кармен Маркович, Ирина Бусу, Мирела Коржутану, Кристина Пырв, Даниэла Минча, Анка Бергман, Кармен Даною, Клаудия Койкулеску. Тренер — Костинел Стан.
- 2003: Кармен Цурля, Елена Бутнару, Луминица Тромбиташ, Кармен Маркович, Даниэла Минча, Гарофита Синпетру, Клаудия Карстиу, Мелания Алексе, Юлиана Нуцу, Алина Альбу, Мария Капатана, Николета Толистяну. Тренер — Костинел Стан.
- 2005: Флорентина Неделчу, Елена Бутнару, Елена Комза, Кармен Маркович, Михаэла Пакитариу, Михаэла Херля, Джорджета Кожокару, Мирела Коржутану, Мария Елисей, Крина Хосу, Михаэла Труцэ, Николета Толистяну. Тренер — Флорин Грапа.
- 2011: Юлиана Нуцу, Флорентина Неделчу, Александра Трикэ, Мирела Коржутану, Кармен Цурля, Йоана Немцану, Диана Няга, Николета Ману, Алина Альбу, Сабина Микля, Елена Бутнару, Ана Казаку, Даяна Мурешан, Ннека Оньеджекве. Тренер — Дарко Закоч.
- 2015: Йоана Бачу, Дениса Рогожинару, Роксана Бакшиш, Анамария Бердилэ, Андреа Испас, Михаэла Альбу, Флорина Чирилов, Александра Собо, Йоана Немцану, Адина Салаору, Сабина Мойса, Джорджана Фалеш, Ннека Оньеджекве. Тренер — Гильермо Гальярдо.
- 2019: Йоана Бачу, Дениса Рогожинару, Родика Бутерез, Диана Балинтони, Рамона Рус, Михаэла Альбу, Роксана Янчу, Аделина Будэй-Унгуряну, Диана-Йоана Калотэ, Александра Трикэ, Роксана Цукмяну, Джорджана Фалеш, Александра Чуку, Ннека Оньеджекве. Тренер — Лючано Педулла.
- 2021: Диана-Андрея Аритон, Родика Бутерез, Диана Балинтони, Петруца-Габриэла Орландя, Дениса-Йоана Ионеску, Адриана-Мария Матей, Сорина Миклэуш, Александра Чуку, Алексия-Йоана Кэруцашу, Марина-Элена Кожокару, Андра-Элена Кожокару, Аделина Будэй-Унгуряну, Джорджана-Флорентина Попа, Роксана-Дияна Роман. Тренер — Лючано Педулла.

### Евролига
- 2009 — 5—6-е место
- 2010 — 5—6-е место
- 2011 — 5—6-е место
- 2012 — 5—6-е место
- 2013 — 4-е место
- 2014 — не участвовала
- 2015 — не участвовала
- 2016 — 7—9-е место
- 2017 — не участвовала
- 2018 — не участвовала
- 2019 — 13-е (1-е в Серебряной лиге)
- 2021 — 7—9-е место
- 2022 — квалифицировалась
- 2022 — 3—4-е место
- 2023 — 7—9-е место
- 2024 — 4-е место
- 2025 —  3-е место

- 2019: Родика Бутерез, Роксана Янку, Диана Балинтони, Рамона Рус, Михаэла Альбу, Аделина Будэй-Унгуряну, Александра Трикэ, Роксана Цукмяну, Сорина Миклэуш, Ариана-Кристиана Пирв, Роксана Роман, Александра Чуку, Лорена Чочан, Франческа Алупей. Тренер — Лючано Педулла.
- 2025: Диана-Андрея Аритон, Диана-Теодора Вереш, Родика Бутерез, Михаэла-Роксана Откупару, Раиса-Лаура Йоан, Бьянка-Мария Грама, Ярина-Луана Аксинте, Сорина Миклэуш, Минка-Андрея Кристя, Аделина Будай-Унгуряну, Дениса-Стефания Келута, Беатриче-Рамона Ростя, Флорина-Габриэла Балае, Тара-Анамария Кристя, Тренер — Гильермо Наранхо Эрнандес.

### Европейские игры
- 2015 — 9—10-е место
- 2015: Роксана Иваноф, Ирина-Кристина Раду, Роксана Бакшиш, Александра Трикэ, Михаэла Альбу, Лиана-Габриэла Бадя, Диана-Йоана Калотэ, Николета Ману, Йоана Немцану, Адина Салаору, Сабина Мойса, Джорджана Фалеш, Даяна Мурешан, Ннека Оньейекве. Тренер — Гильермо Гальярдо.

### Балканиада
- 1-е место — 1946, 1971, 1973, 1974, 1975, 1978, 1982, 1983.
- 2-е место — 1947, 1970, 1972, 1976, 1979, 1980, 1981, 1984, 1985, 1986.
- 3-е место — 1988, 1990, 1992.

### Кубок весны
Женская сборная Румынии в 1993 году стала бронзовым призёром традиционного международного турнира Кубок весны (Spring Cup), который ежегодно (с 1962 для мужских и с 1973 для женских сборных команд) проводился по инициативе федераций волейбола западноевропейских стран.

## Состав
Сборная Румынии в соревнованиях 2024 года (Евролига, квалификация чемпионата Европы)
| №    | Имя, фамилия            | Год рождения | Рост | Амплуа      | Клуб                   |
| ---- | ----------------------- | ------------ | ---- | ----------- | ---------------------- |
| 1    | Диана-Андрея Аритон     | 1998         | 189  | центральная | «Корона» Брашов        |
| 2    | Диана-Теодора Вереш     | 2001         | 171  | либеро      | «Альба-Блаж» Блаж      |
| 3    | Родика Бутерез          | 1999         | 190  | центральная | «Волунтари»            |
| 4    | Роксана-Марина Тукмяну  | 1998         | 164  | либеро      | «Рапид» Бухарест       |
| 7    | Элизабет Иннех (Варга)  | 1999         | 192  | нападающая  | «Бахчелиевлер» Стамбул |
| 8,16 | Ана-Мариса Раду         | 2001         | 180  | связующая   | «Тырговиште»           |
| 9    | Ярина-Луана Аксинте     | 2005         | 178  | связующая   | «Волунтари»            |
| 10   | Раиса-Лаура Йоан        | 1998         | 188  | центральная | «Альба-Блаж» Блаж      |
| 11   | Адриана-Мария Матей     | 1998         | 178  | нападающая  | «Корона» Брашов        |
| 12   | Андра Бадиу-Саву        | 2004         | 183  | центральная | «Рапид» Бухарест       |
| 13   | Александра Чуку         | 1995         | 165  | либеро      | «Альба-Блаж» Блаж      |
| 14   | Роксана-Даяна Роман     | 1998         | 190  | центральная | «Альба-Блаж» Блаж      |
| 15   | Сорина Миклэуш          | 1999         | 180  | нападающая  | «Рапид» Бухарест       |
| 17   | Антония Геци            | 2006         | 178  | нападающая  | «Волунтари»            |
| 22   | Мэдэлина-Андреа Айроайе | 2002         | 182  | нападающая  | «Арджеш» Питешти       |
| 25   | Симина Стрэкинеску      | 1999         | 183  | нападающая  | «Корона» Брашов        |
| 26   | Теодора-Елена Янку      | 2004         | 182  | нападающая  | «Констанца»            |
| 28   | Сильвия-Йоана Коман     | 2000         | 180  | нападающая  | «Лугож»                |
| 29   | Тара-Анамария Кристя    | 2004         | 185  | центральная | «Волунтари»            |
| 77   | Ана-Кристина Мирон      | 1994         | 185  | нападающая  | «Динамо» Бухарест      |

- Главный тренер —  Гильермо Наранхо Эрнандес.
- Тренеры — Раду Беган,  Владимир Каприш.

## Фотогалерея

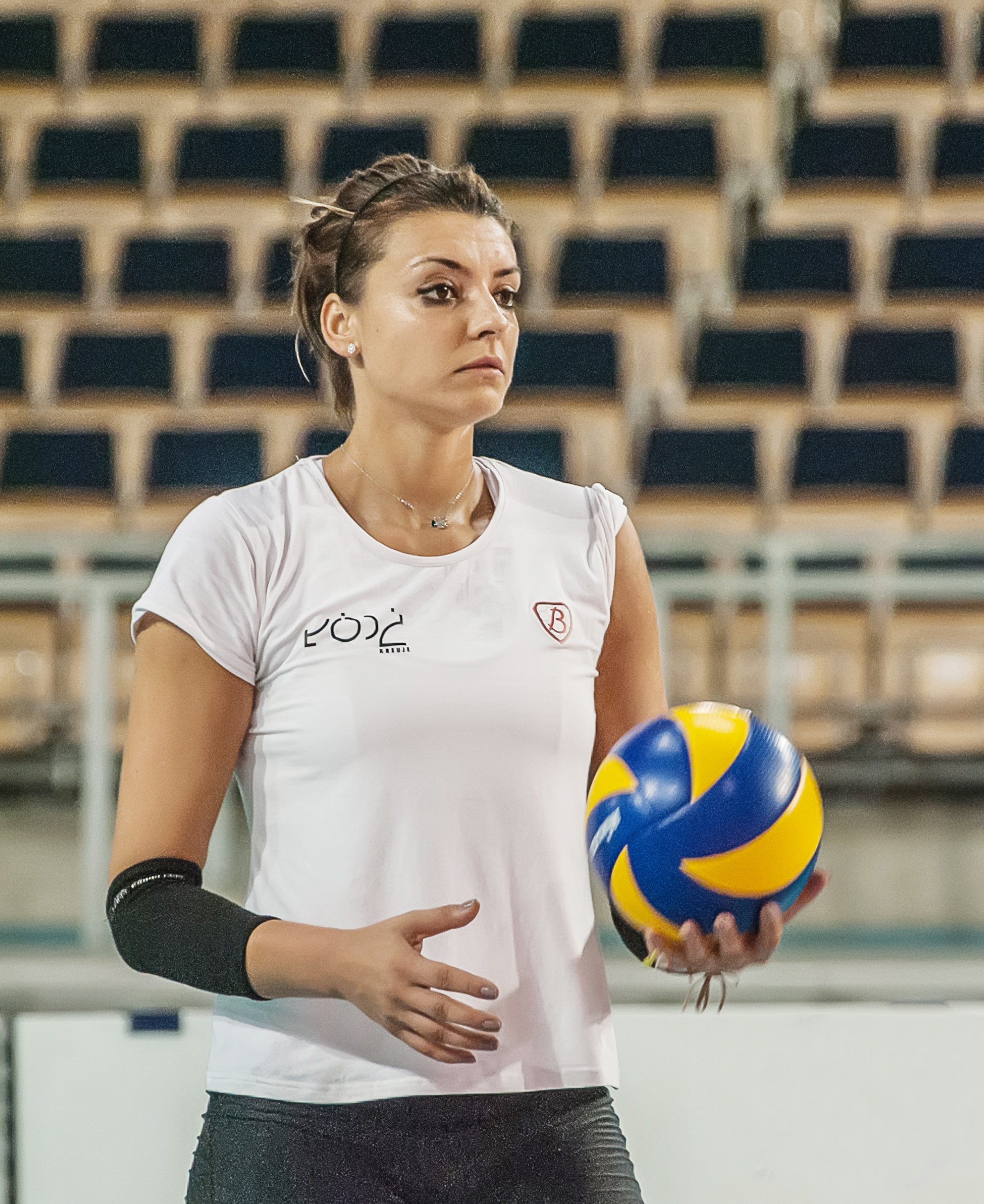
Даяна Мурешан
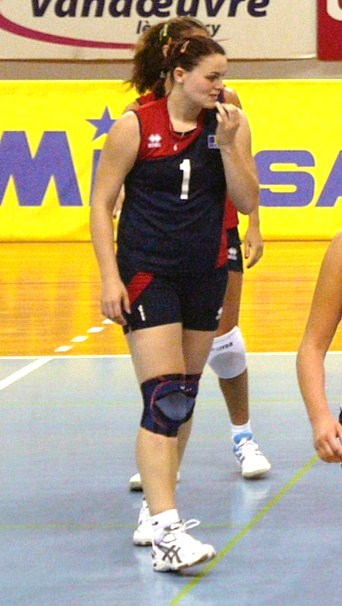
Йоана Немцану
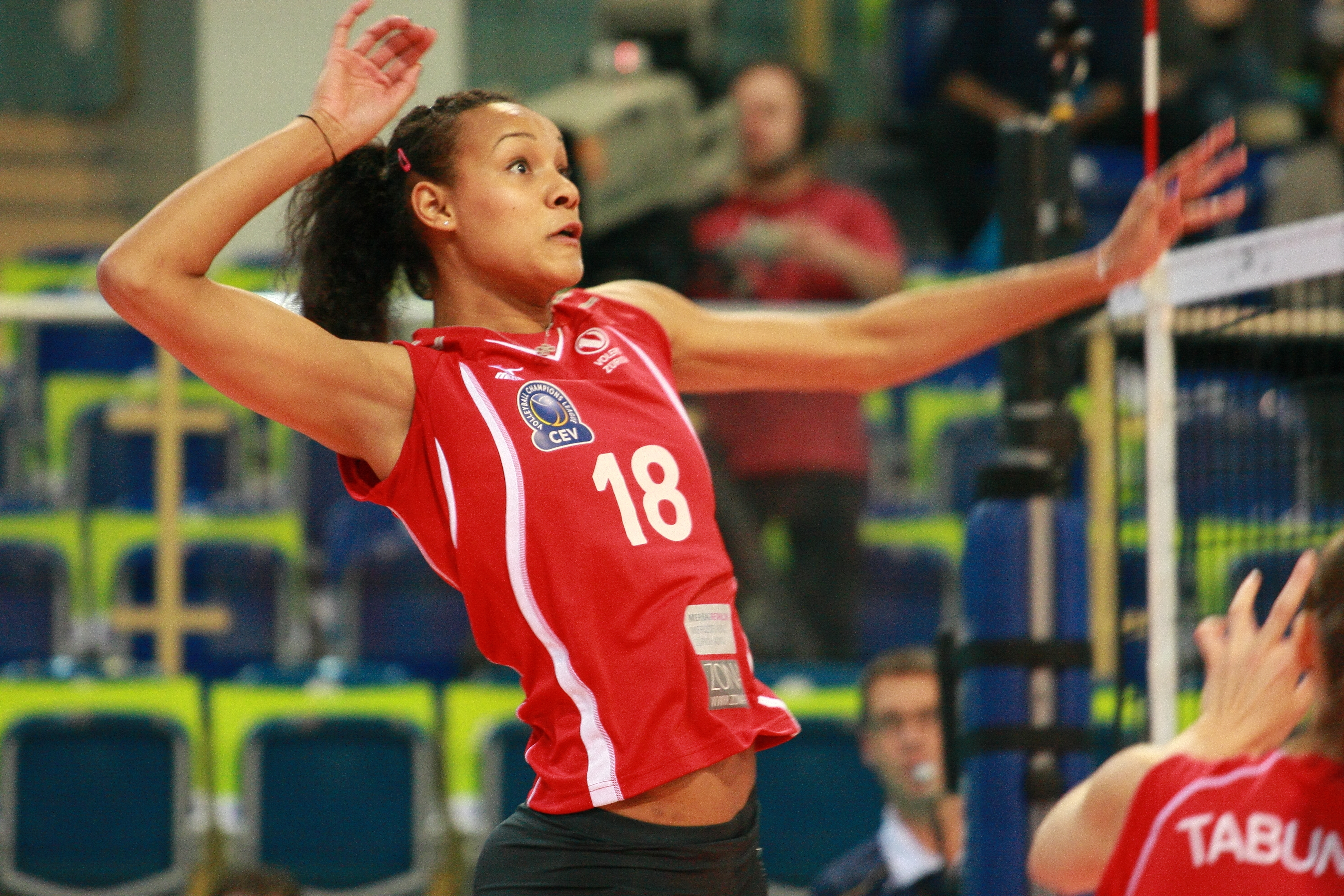
Ннека Оньеджекве
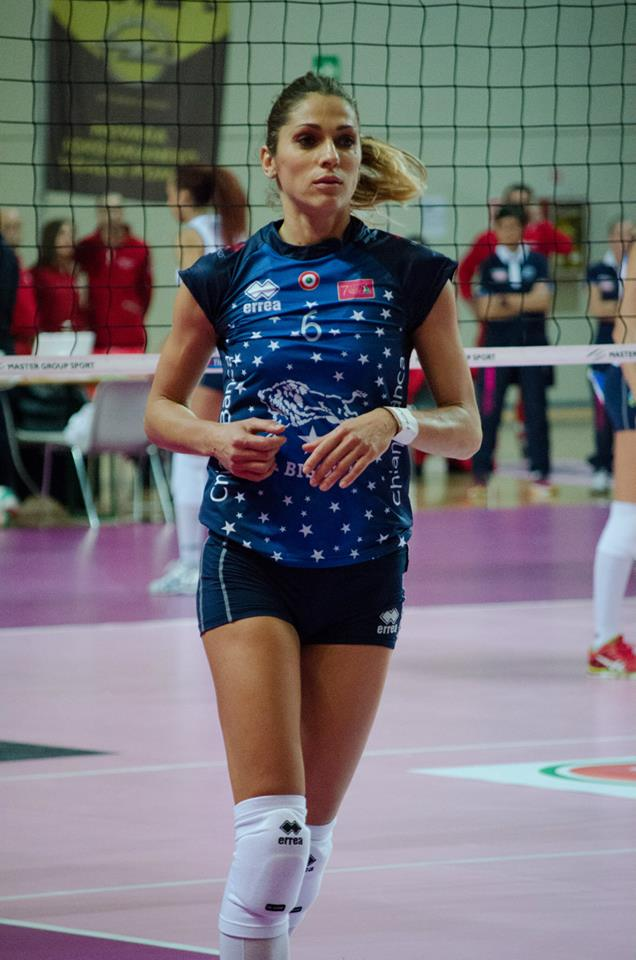
Кармен Турля